# Andre Norton

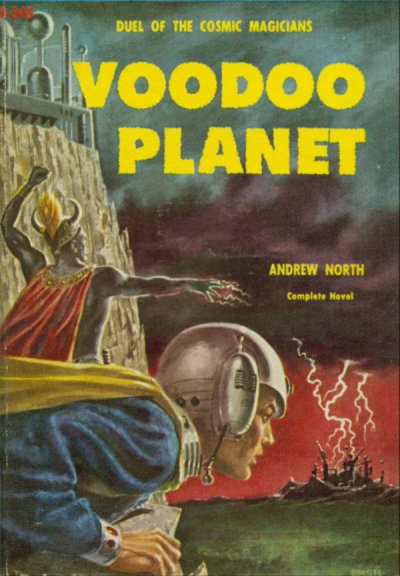
Strona tytułowa Voodoo Planet Andre Norton

Andre Norton ur. jako Alice Mary Norton, pseud. Andrew North, Allan West (ur. 17 lutego 1912 w Cleveland, zm. 17 marca 2005 w Murfreesboro) –  amerykańska pisarka, autorka literatury fantasy i science fiction.

## Życiorys
Zaczęła pisać w Collingwood High School w Cleveland, pod opieką i przewodnictwem nauczycielki literatury. Została redaktorem strony literackiej gazety szkolnej. Jeszcze w czasach szkolnych napisała swoją pierwszą książkę. Po ukończeniu szkoły średniej, kontynuowała naukę w Flora Stone Mather College of Western Reserve University. Chciała zostać nauczycielką historii. Zmuszona brakiem pieniędzy, podjęła pracę, a następnie studia wieczorowe (dziennikarstwo i literatura) w Cleveland College na wydziale dla dorosłych. W 1932 zatrudniła się w zespole bibliotek w Cleveland (Cleveland Library System). Przez 18 lat pracowała jako asystent bibliotekarza w dziecięcej sekcji Nottingham Branch Library w Cleveland. W latach 1940–1941 pracowała jako bibliotekarka w nadzwyczajnym wydziale katalogów Biblioteki Kongresowej. W listopadzie 1966 przeniosła się do Winter Park, na Florydzie, gdzie mieszkała do 1997. W 1998 w Murfreesboro niedaleko Nashville, w stanie Tennessee otworzyła „High Hallack” – bibliotekę dla pisarzy fantastyki.
Tworzyła między innymi:
- książki dla dzieci,
- science fiction (również typu kosmiczny western),
- fantasy, w tym jej najbardziej znana seria – Świat Czarownic.

Napisała ponad sto książek. Wśród nich są książki okultystyczne, przygodowe, detektywistyczne, historyczne i szpiegowskie.
Otrzymała liczne nagrody branżowe. Jako pierwsza kobieta otrzymała Nebula Grand Master Award (1983).

## Nagrody
- Boys Club of America Award (1965)
- Grand Master of Fantasy Award (1976)
- Gandalf Award (1977)
- Nebula Grand Master Award (1983)
- Jules Verne Award (1984)

## Publikacje

### Świat Czarownic
Estcarp
- Świat Czarownic (The Witch World, 1963), w Polsce w 1990 roku
- Świat Czarownic w pułapce (Web of the Witch World, 1964), w Polsce w 1990 roku
- Troje przeciw Światu Czarownic (Three Against the Witch World, 1965), w Polsce w 1991 roku
- Czarodziej ze Świata Czarownic (Warlock of the Witch World, 1967), w Polsce w 1991 roku
- Czarodziejka ze Świata Czarownic (Sorceress of the Witch World, 1968), w Polsce w 1991 roku
- Czarodziejskie miecze (Trey of Swords, 1977), w Polsce w 1993 roku
- Strzeż się sokoła (Ware Hawk, 1983), w Polsce w 1991 roku
- Brama Kota (Gate of the Cat, 1987), w Polsce w 1991 roku

High Hallack
- Korona z jelenich rogów (Horn Crown, 1981), w Polsce w 1993 roku
- Rok Jednorożca (Year of the Unicorn, 1965), w Polsce w 1993 roku
- Czary Świata Czarownic (Spell of the Witch World, 1972), w Polsce w 1994 roku
- Lampart (Jargoon Pard, 1974), w Polsce w 1993 roku
- Klątwa Zarsthora (Zarsthor's Bane, 1978), w Polsce w 1991 roku
- Kryształowy Gryf (The Crystal Gryphon, 1972), The Gryphon Saga I – w Polsce w 1991 roku
- Gryf w chwale (Gryphon in Glory, 1981), The Gryphon Saga II – w Polsce w 1991 roku
- Gniazdo gryfa (Gryphon's Eyrie, 1984), wraz z A.C. Crispin; The Gryphon Saga III – w Polsce w 1991 roku
- Tkaczka pieśni (The Songsmith, 1992), wraz z A.C. Crispin – w Polsce w 1994 roku
- Silver May Tarnish (2005), wraz z Lyn McConchie

The Turning
- The Turning I: Storms of Victory (1991) – zawiera Port of Dead Ships (wraz z P.M. Griffin) wydany w Polsce pod tytułem Port Umarłych Statków (w Polsce w 1994 roku) oraz Seakeep (wraz z M. Griffin) wydany w Polsce pod tytułem Morska Twierdza (w Polsce w 1994 roku)
- The Turning II: Flight of Vengeance (1992) – zawiera Exile (wraz z Mary Schaub) wydany w Polsce pod tytułem Wygnanka (w Polsce w 1994 roku) oraz Falcon Hope (with P.M. Griffin) wydany w Polsce pod tytułem Pakt Sokolników (w Polsce w 1995 roku)
- The Turning III: On Wings of Magic (1994) – zawiera We, the Women (wraz z Patricia Mathews) wydany w Polsce pod tytułem Na skrzydłach magii (w Polsce w 1994 roku) oraz Falcon Magic (wraz z Sasha Miller) wydany w Polsce pod tytułem Sokola magia (w Polsce w 1995 roku)
- Klucz Keplianów (The Key of the Keplian, 1995), wraz z Lyn McConchie – w Polsce w 1996 roku
- Ciara's Song (1998), wraz z Lyn McConchie
- The Dukes Ballad (2005), wraz z Lyn McConchie
- Magiczny kamień (The Mage Stone, 1996), wraz z M. Schaub – w Polsce w 1996 roku
- The Warding of the Witch World (1997) – wydany w Polsce w dwu tomach: Na straży Świata Czarownic (w Polsce w 1997 roku) oraz Zamknięcie bram (w Polsce w 1997 roku)

Zbiory opowiadań
- Mądrość Świata Czarownic (Lore of the Witch World, 1980), w Polsce w 1994 roku
- Czworo ze świata czarownic (Four From the Witch World, 1989), w Polsce w 1994 roku
- Opowieści ze Świata Czarownic (Tales of the Witch World, 1987), ), zawiera opowiadanie Andre Norton Of the shaping of Ulm’s heir (1987) – w Polsce w 1998 roku
- Opowieści ze Świata Czarownic 2 (Tales of the Witch World 2, 1988), w Polsce w 1998 roku
- Tales of the Witch World 3 (1990) – w Polsce wydany w dwu tomach: Opowieści ze Świata Czarownic 3 (w Polsce w 1998 roku) oraz Opowieści ze Świata Czarownic 4 (w Polsce w 1998 roku)
- Świat magii czarownic – zbiór opowiadań Andre Norton: Amber out of Quayth (1972), Dragon Scale Silver (1972), Dream Smith (1972), Legacy from Sorn Fen (1972), The Toads of Grimmerdale (1973), Spider Silk (1976), Sword of Unbelief (1977), Falcon Blood (1979), Sand Sisters (1979), Changeling (1980) – w 1990 wydany w Polsce

Pozostałe opowiadania
- Ully the piper (1970)
- The way wind (1995)

### Inne cykle
Beast Master (Hosteen Storm)
- Władca bestii lub Mistrz zwierząt (The Beast Master, 1959), w Polsce w 1991 roku
- Władca gromu (Lord of Thunder, 1962), w Polsce w 2001 roku
- Władca bestii i plaga (Beast Master’s Ark, 2002), wraz z Lyn McConchie – w Polsce w 2004 roku
- Władca bestii i cyrk (Beast Master’s Circus, 2004), wraz z Lyn McConchie – w Polsce w 2009 roku
- Beast Master’s Quest (2006), wraz z Lyn McConchie

Solar Queen
- Sargassowa planeta (Sargasso of Space, 1955), napisany pod pseudonimem Andrew North – w Polsce w 1991 roku
- Statek plag (Plague Ship, 1956), napisany pod pseudonimem Andrew North – w Polsce w 1992 roku
- Planeta Voodoo (Voodoo Planet, 1959), w Polsce w 1994 roku
- Ostemplowane gwiazdy (Postmarked the Stars, 1969), w Polsce w 1993 roku
- Redline the Stars (1993), wraz z P.M. Griffin
- Derelict for Trade (1997), wraz z Sherwood Smith
- A Mind for Trade (1997), wraz z Sherwood Smith

The Time Traders
Inne tytuły: Time War, Ross Murdock albo Time Travel
- Tajni agenci czasu lub Handlarze czasem (The Time Traders, 1958), w Polsce w 1994 roku
- Galaktyczni rozbitkowie lub Galaktyczne pustkowie (Galactic Derelict, 1959), w Polsce w 1999 roku
- Bunt agentów (The Defiant Agents, 1962), w Polsce w 1999 roku
- Klucz spoza czasu (Key Out of Time, 1963), w Polsce w 1995 roku
- Ognista ręka (Firehand, 1994), wraz z P.M. Griffin – w Polsce w 2000 roku
- Echoes in Time (1999), wraz z Sherwood Smith
- Atlantis Endgame (2002), wraz z Sherwood Smith

Lorens Van Norreys (Swords)
- The Sword is Drawn (1944)
- Sword in Sheath (1949) wydany również pod tytułem Island of the Lost
- At Swords' Point (1954)

Central Control
- Gwiezdny zwiad (Star Rangers lub The Last Planet, 1953), w Polsce w 1997 roku
- Gwiezdna straż (Star Guard, 1955), w Polsce w 1995 roku

Astra (Pax)
- Gwiazdy należą do nas (The Stars are Ours!, 1954), w Polsce w 1993 roku
- Star Born (1957)

Crosstime (The Blake Walker)
- Rozdroża czasu lub Skrzyżowania światów (The Crossroads of Time, 1956), w Polsce w 1996 roku
- Zagubieni w czasie (Quest Crosstime, 1965) wydany także pod tytułem Crosstime Agent – w Polsce w 2000 roku

Forerunner
- Storm Over Warlock (1960)
- Ordeal in Otherwhere (1964)
- Forerunner Foray (1973), książkę zalicza się także do serii Dipple
- Prekursorka (Forerunner, 1981), w Polsce w 1998 roku
- Triumf Simsy (Forerunner – The Second Venture, 1985), w Polsce w 1999 roku

Dipple
- Catseye (1961)
- Judgment on Janus (1963), książkę zalicza się także do serii The Janus
- Night of Masks (1964)
- Forerunner Foray (1973), książkę zalicza się także do serii The Forerunner

Drew Rennie
- Ride Proud Rebel (1961)
- Rebel Spurs (1962)

Janus
- Judgment on Janus (1963), książkę zalicza się także do serii The Dipple. Wydano ją także pod tytułem Judgement on Janus
- Zwycięstwo na Janusie (Victory on Janus, 1966), w Polsce w 1997 roku

The Magic Sequence
- Magia stali (Steel Magic, 1965) wydano ją także pod tytułem Gray Magic – w Polsce w 1993 roku
- Octagon Magic (1967)
- Fur Magic (1968)
- Smocza magia (Dragon Magic, 1972), zbiór opowiadań – w Polsce w 1997 roku
- Lawendowa magia (Lavender-Green Magic, 1974), w Polsce w 1996 roku
- Red Hart Magic (1976)
- Dragon Mage: A Sequel to Dragon Magic (2008) wraz z Jean Rabe

Moon Magic
Inne tytuły: Free Traders, Moon Singer
- Księżyc trzech pierścieni (Moon of 3 Rings, 1966) wydany także pod tytułem Moon of Three Rings – w Polsce w 1995 roku
- Gwiezdni wygnańcy (Exiles of the Stars, 1971), w Polsce w 2000 roku
- Lot ku planecie Yiktor (Flight in Yiktor, 1986), w Polsce w 1996 roku
- Na łów nie pójdziemy (Dare to Go A-Hunting, 1989), w Polsce w 2001 roku
- Brother to Shadows (1993)

Zero Stone (Murdock Jern)
- Kamień nicości lub Zerowy kamień (The Zero Stone, 1968), w Polsce w 1995 roku
- Gwiezdne bezdroża (Uncharted Stars, 1969), w Polsce w 2001 roku

Trillium
Andre Norton jest autorką dwu tomów.
- Czarne trillium (Black Trillium, 1990) wraz z Marion Zimmer Bradley & Julian May – w Polsce w 1995 roku
- Krwawe Trillium (Blood Trillium, 1993) napisane przez Julian May – w Polsce w 1992 roku (wydawnictwo Amber)
- Złote trillium (Golden Trillium, 1993), w Polsce w 1996 roku
- Pani Trillium (Lady of the Trillium, 1995) napisane przez Marion Zimmer Bradley & Elisabeth Waters – w Polsce w 1997 roku (wydawnictwo Amber)
- Sky Trillium (1997) napisane przez Julian May

Carolus Rex
- Cień Albionu (The Shadow of Albion, 1999) wraz z Rosemary Edghill – w Polsce w 2000 roku
- Leopard in Exile (2001) wraz z Rosemary Edghill

Cycle of Oak, Yew, Ash, and Rowan (The Book of Oak, Yew, Ash, and Rowan)
- Córka króla (To the King a Daughter: The Book of the Oak, 2000) wraz z Sasha Miller – w Polsce w 2003 roku
- Rycerz czy zbój (Knight or Knave: The The Book of the Yew, 2001) wraz z Sasha Miller – w Polsce w 2003 roku
- Odrzucona korona (A Crown Disowned: The Book of the Ash and the Rowan, 2002) wraz z Sasha Miller – w Polsce w 2003 roku
- Dragon Blade: The Book of the Rowan (2005) wraz z Sasha Miller
- Knight of the Red Beard (2008) wraz z Sasha Miller

Elvenbane (The Halfblood Chronicles)
- Zguba elfów (The Elvenbane, 1991) wraz z Mercedes Lackey – w Polsce w 1993 roku
- Elfia krew (Elvenblood, 1995) wraz z Mercedes Lackey – w Polsce w 1996 roku
- Elvenborn (2002) wraz z Mercedes Lackey
- Elvenbred, autorką jest Mercedes Lackey – książka jeszcze nie wyszła

Quag Keep
- Twierdza na moczarach (Quag Keep, 1978), w Polsce w 1994 roku
- Return to Quag Keep (2005) wraz z Jean Rabe

Five Senses
- Wind in the Stone (Hearing)  (1999)
- Zwierciadło przeznaczenia (Mirror of Destiny (Sight), 1995), w Polsce w 1997 roku
- Zapach magii (The Scent of Magic (Smell), 1998), w Polsce w 2000 roku
- A Taste of Magic (Taste) (2006) wraz z Jean Rabe
- The Hands of Lyr (Touch) (1994)

Central Asia
- Cesarska córka (Imperial Lady: A Fantasy of Han China, 1989) wraz z Susan Shwartz – w Polsce w 1995 roku
- Imperium orła (Empire of the Eagle, 1993) wraz z Susan Shwartz – w Polsce w 1994 roku

After the Apocalypse
- Świt 2250 (Star Man’s Son 2250 A.D. lub Daybreak: 2250 A.D. lub Star Man’s Son, 1952), w Polsce w 1990 roku
- Gwiaździsta odyseja lub Nie ma nocy bez gwiazd (No night without stars, 1975), w Polsce w 1996 roku

### Inne powieści
- The Prince Commands (1934)
- Ralestone Luck (1938)
- Follow the Drum (1942)
- Rogue Reynard (1947)
- Scarface (1948)
- Huon of the Horn (1951)
- Murders For Sale (1954) wraz z Grace Allen Hogarth
- Yankee Privateer (1955)
- Stand to Horse (1956)
- Sea Siege (1957)
- Star Gate (1958)
- Secret of the Lost Race (1959)
- Cień sokoła (Shadow Hawk, 1960), w Polsce w 1994 roku
- The Sioux Spacemen (1960)
- Gwiezdny łowca (Star Hunter, 1961), w Polsce w 1994 roku
- Eye of the Monster (1962)
- The X Factor (1965)
- Operacja poszukiwanie czasu lub Operacja poszukiwania w czasie (Operation Time Search, 1967), w Polsce w 1993 roku
- Mroczny muzykant (Dark Piper, 1968), w Polsce w 1998 roku
- Bertie and May (1969)
- Pani krainy mgieł (Dread Companion, 1970), w Polsce w 1997 roku
- Lodowa korona (Ice Crown, 1970), w Polsce w 1997 roku
- Android at Arms (1971)
- Koci miot (Breed to Come, 1972), w Polsce w 1997 roku
- Here Abide Monsters (1973)
- Żelazna klatka (Iron Cage, 1974), w Polsce w 1994 roku
- The Day of the Ness (1975) wraz z Michael Gilbert
- Knave of Dreams (1975)
- Zwierciadło Merlina (Merlin's Mirror, 1975), w Polsce w 1994 roku
- The White Jade Fox (1975)
- Wraiths of Time (1976)
- The Opal-Eyed Fan (1977)
- Velvet Shadows (1977)
- Brzemię Yurthów (Yurth Burden, 1978), w Polsce w 1993 roku
- Seven Spells to Sunday (1979) wraz z Phyllis Miller
- Snow Shadow (1979)
- Iron Butterflies (1980)
- Voorloper (1980)
- Maid at Arms (1981) wraz z Enid Cushing
- Ten Mile Treasure (1981)
- Caroline (1982) wraz z Enid Cushing
- Zew księżyca (Moon Called, 1982), w Polsce w 1999 roku
- Gwiezdny krąg (Wheel of Stars, 1983), w Polsce w 2003 roku
- House of Shadows (1984) wraz z Phyllis Miller
- Stand & Deliver (1984)
- Ride the Green Dragon (1985) wraz z Phyllis Miller
- Serpent’s Tooth (1987)
- The Jekyll Legacy (1990) wraz z Robert Bloch
- The Mark of the Cat (1992)
- Tiger Burning Bright (1995) wraz z Marion Zimmer Bradley, Mercedes Lackey
- The Dowry of the Rag Picker's Daughter (1996)
- Nine Threads of Gold (1997)
- The Mark of the Cat : Year of the Rat (2002)
- Three Hands for Scorpio (2005)

### Zbiory opowiadań
- Bullard of the Space Patrol (1951)
- Space Service (1953)
- Space Pioneers (1954)
- Space Police (1956)
- High Sorcery (1970)
- Garan nieśmiertelny (Garan the Eternal, 1972), w Polsce w 1996 roku
- Gates of Tomorrow (1973), wraz z Ernestine Donaldy
- Many Worlds of Andre Norton (1974), wraz z Roger Elwood
- Small Shadows Creep (1974)
- Baleful Beasts and Eerie Creatures (1976)
- Senne manowce (Perilous Dreams, 1976), w Polsce w 1995 roku
- Star Ka'at (1976), wraz z Dorothy Madler
- Star Ka'at World (1978), wraz z Dorothy Madler
- Star Ka'at and the Plant People (1979), wraz z Dorothy Madler
- Star Ka'at and the Winged Warriors (1981), wraz z Dorothy Madler
- Magic in Ithkar (1985), wraz z Robert Adams
- Magic in Ithkar 2 (1985), wraz z Robert Adams
- Magic in Ithkar 3 (1986), wraz z Robert Adams
- Magic in Ithkar 4 (1987), wraz z Robert Adams
- Moon Mirror (1988)
- Grand Master’s Choice (1989), wraz z Ingrid Zierhut
- Wizards' Worlds (1989)
- Catfantastic (1989) wraz z Martinem H. Greenbergiem – Andre Norton napisała wstęp i opowiadanie Noble Warrior
- Catfantastic II lub Fantastic Cat (1991) wraz z Martinem H. Greenbergiem – Andre Norton napisała wstęp i opowiadanie Hob’s Pot
- Catfantastic III (1994) wraz z Martinem H. Greenbergiem – Andre Norton napisała wstęp i opowiadanie Noble Warrior Meets with a Ghost
- Catfantastic IV (1996) wraz z Martinem H. Greenbergiem – Andre Norton napisała wstęp i opowiadanie Noble Warrior; Teller of Fortunes
- Catfantastic V (1999) wraz z Martinem H. Greenbergiem – Andre Norton napisała wstęp i opowiadanie Noble Warrior and the Gentleman

### Opowiadania
- People of the Crater (1947)
- The Gifts of Asti (1948)
- Living in 1980 Plus (1952)
- All Cats Are Gray (1953)
- Mousetrap (1954)
- By a Hair (1958)
- The Boy and the Ogre (1966)
- Toymaker’s Snuffbox (1966)
- Wizard’s World (1967)
- Toys of Tamisan (1969)
- Long Live Lord Kor!  (1970)
- Through the Needle's Eye (1970)
- Ghost Tour (1971)
- On Writing Fantasy (1971)
- Artos, Son of Marius (1972)
- Garan of Yu-Lac (1972)
- One Spell Wizard (1972)
- Desirable Lakeside Residence (1973)
- London Bridge (1973)
- Teddi (1973)
- The Long Night of Waiting (1974)
- Outside (1974)
- Get Out of My Dream!  (1976)
- Nightmare (1976)
- Ship of Mist (1976)
- Sand Sisters (1979)
- Moon Mirror (1982)
- Were Wrath (1984)
- Rider On The Mountain (1987)
- How Many Miles to Babylon?  (1988)
- Noble Warrior (1989)
- Hob’s Pot (1991)
- Nabob's Gift (1992)
- A Very Dickensy Christmas (1992)
- Noble Warrior Meets with a Ghost (1994)
- That Which Overfloweth (1994)
- The Last Spell (1995)
- Noble Warrior, Teller of Fortunes (1996)
- No Folded Hands (1996)
- Auour the Deepminded (1997)
- Bard’s Crown (1997)
- Frog Magic (1997)
- The Stonish Men (1998)